# Magical Marriage Lunatics!!
《Magical Marriage Lunatics!!》是日本MOONSTONE公司於2013年6月28日發售的戀愛冒險類型日本成人遊戲，電腦CLUB於2014年7月31日發售DVDPG版，萌えAPP於2014年分別發售Android版和iOS版。

## 角色

### 主要角色
牛尾勇太
本作男主角。東雲學園2年級學生。小時候曾來到異世界與別人交換契約，但卻失去這段記憶。
ルーチェ・ヤミ・アスタリテ
吸血鬼公主，簡稱「ルーチェ」。遵守小時候和勇太交換的契約而來到人界並且編入到勇太的班級。
（聲優：芹園みや）
夢魔公主，簡稱「ユリ」。遵守小時候和勇太交換的契約而來到人界並且編入到勇太的班級。
（聲優：陽月ひおり）
天狐公主。遵從小時候和勇太交換的契約而來到人界並且編入到勇太的班級。
美都之玉依姫（聲優：御苑生メイ）
女神公主，簡稱「依姫」。遵守小時候和勇太交換的契約而來到人界並且編入東雲學園3年級學生。
（聲優：真宮ゆず）
魔女公主，真名只有交换契约的人才能知道。遵守小時候和勇太交換的契約而來到人界並且編入東雲學園1年級學生。
白波瀬悠奈（聲優：神村ひな）
住在勇太隔壁的青梅竹馬和同學。住家經營日式茶館「甘露亭」並擔任看板娘。小時候曾和勇太有結婚的約定。

### 其他角色
（聲優：櫻川未央）
ユリ的母親。
（聲優：中家志穂）
勇太的同學，悠奈的親友。
（聲優：柚木サチ）
ルーチェ的蝙蝠使魔。
白波瀬徹（聲優：小次狼）
悠奈的父親，「甘露亭」的老闆。
大石老師（聲優：来栖川勇）
勇太的班級老師，擔任物理科目。

## 製作人員
- 企劃：吳
- 劇本：吳
- 原畫：山風嵐、桜坂つちゆ
- 副原畫：ひなたなお
- SD角色：イチリ
- CG：rastel、ひなたなお、えんどり、エーキチ、明希人
- 設計：GETUMENサーキット
- 背景美術：出雲寺ぜんすけ
- BGM：日太まりお、水澤直樹
- OP影片：菱野優希（JamJamHouse）
- 系統監修：薫（retouch.info）
- 製作人：恋純ほたる

## 主題曲
片頭曲「Magical Marriage March」
作詞：藤本スミレ，作曲、編曲：松浦貴雄，歌：榊原由依
片尾曲「Eternal Love Song」
作詞：藤本スミレ，作曲、編曲：青島修造，歌：霜月遙

## 外部連結
- MOONSTONE （页面存档备份，存于）（日語）
- PC版官方網站 （页面存档备份，存于）MOONSTONE（日語）
- DVDPG版官方網站 （页面存档备份，存于）電脳CLUB（日語）
- Android版和iOS版官方網站 （页面存档备份，存于）萌えAPP（日語）
- 英文版官方網站 （页面存档备份，存于）MangaGamer（英文）